# Yabisi habanensis
Espèce
Synonymes
- Tama habanensis Franganillo, 1936

Yabisi habanensis est une espèce d'araignées aranéomorphes de la famille des Hersiliidae.

## Distribution
Cette espèce se rencontre à Cuba et aux États-Unis en Floride dans les Keys ,.

## Description
Le mâle décrit par Rheims et Brescovit en 2004 mesure 3,30 mm et la femelle 4,50 mm.

## Étymologie
Son nom d'espèce, composé de haban[a] et du suffixe latin -ensis, « qui vit dans, qui habite », lui a été donné en référence au lieu de sa découverte.

## Publication originale
- Franganillo, 1936 : Arácnidos recogidos durante el verano de 1934 (Prosigue). Estudios de Belen, vol. 1936, no 57/58, p. 75-82.